# دارنل ۲۴۵۴۶
سیارک ۲۴۵۴۶ (به انگلیسی: 24546 Darnell، نامگذاری:2001DE35) بیست و چهار هزار و پانصد و چهل و ششمین سیارک کشف شده‌است که در ۱۹ فوریه ۲۰۰۱ کشف شد.
قدر مطلق سیارک برابر ۸.۵ است.